# Парковочный радар

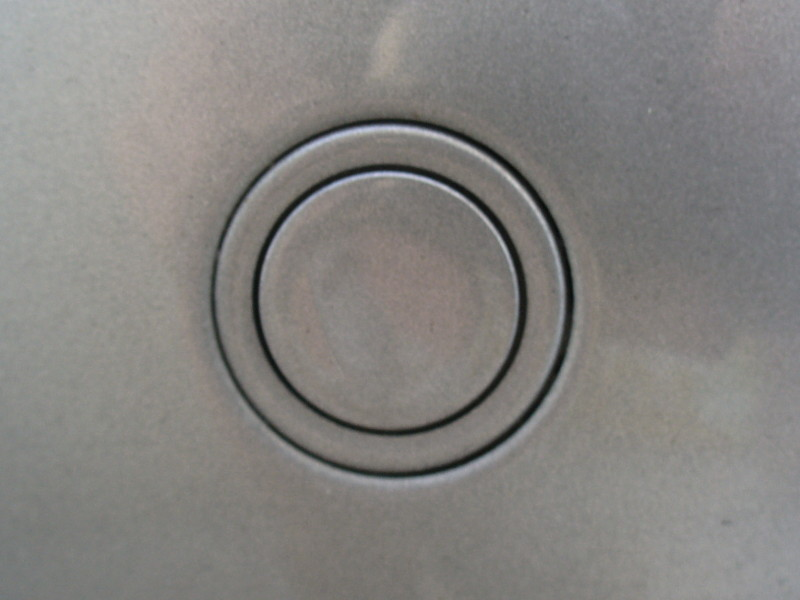
Внешний вид датчика

Парковочный радар, также известный как акустическая парковочная система (АПС), парктроник или ультразвуковой датчик парковки — вспомогательная система бесконтактных датчиков, опционально устанавливаемая на автомобилях для облегчения маневрирования при парковке. Она предупреждает водителя о приближении к препятствию.

## Терминология
Слово «радар» в названии является, строго говоря, некорректным, так как устройство чаще всего использует не радио-, а звуковые волны. Таким образом, корректно называть подобные устройства не радарами, а сонарами.
В России парковочные радары впервые стали известны под торговой маркой Парктро́ник (англ. Parktronic) — так называется парковочная система на автомобилях Mercedes-Benz. В разговорном русском языке словом «парктроник» стали обозначать парковочные радары в общем смысле. Другие производители используют свои названия: так, BMW и Audi называют систему «помощник при парковке» — нем. Parkassistent; Audi также использует сокращение APS, которое расшифровывается как Audi Parkassistenzsysteme на немецком или Audi parking system на английском; Opel использует название «Парковочный пилот».

## Конструкция и принцип действия
В состав системы входят:
- датчики;
- блок индикации (ЖК-дисплей, светодиодный дисплей, зуммер и т. п.);
- блок управления (может совмещаться с блоком индикации).

Система издаёт прерывистый предупреждающий звук (и, в некоторых вариантах исполнения, отображает информацию о дистанции на дисплее, встроенном в приборную панель, в зеркало заднего вида или установленным отдельно) для индикации того, как далеко находится машина от препятствия. Когда расстояние до препятствия сокращается, предупреждающие сигналы звучат чаще. Первые сигналы появляются при приближении к препятствию на 1—2 метра, а при опасном сближении с препятствием (0,1—0,4 м, в зависимости от модели) звуковой сигнал становится непрерывным. В некоторых моделях система может быть отключена (например, для использования на бездорожье). Как правило, система с задними датчиками автоматически включается вместе с задней передачей (например, электропитание может подаваться от цепи фонаря заднего хода). В системах с передними датчиками (также называемыми угловыми датчиками, англ. corner sensors) включение происходит при низкой скорости движения (до 20 км/ч).
Как правило, блок индикации соединяется с датчиками при помощи провода, проложенного вдоль кузова автомобиля, но существуют и беспроводные системы, которые отличаются от остальных удобством при установке.

### Ультразвуковой парктроник
Ультразвуковые датчики устанавливаются в бампер для измерения дистанции к ближайшим объектам по отражённому от них ультразвуку. Система работает по принципу эхолота: датчик генерирует ультразвуковой (порядка 40 кГц) импульс, а затем воспринимает отражённый окружающими объектами сигнал. Электронный блок измеряет время, прошедшее между излучением и приёмом отражённого сигнала, и, принимая скорость звука в воздухе за константу, вычисляет расстояние до объекта. Таким образом поочерёдно опрашиваются несколько датчиков, на основании полученных сведений выводится информация на устройство индикации и, при необходимости, подаются предупреждающие сигналы с использованием устройства звукового оповещения.
Самые простые системы используют два датчика, устанавливаемые на задний бампер автомобиля. Наиболее распространены системы, использующие 4 датчика, расположенные на заднем бампере на расстоянии 30—40 см друг от друга. Такое расположение датчиков позволяет исключить появление «мёртвых зон». В более сложных системах 2 или 4 датчика устанавливаются и на передний бампер. Система предупреждает о приближении к препятствию при нажатии на педаль тормоза. Исключительные системы могут использовать большее количество датчиков, а также датчики, расположенные по бокам автомобиля.

### Электромагнитный парктроник
В электромагнитных парктрониках датчиком является металлизированная лента, которая клеится с внутренней стороны бампера. Она создаёт электромагнитное поле напротив бампера. Любой объект, появившийся в зоне электромагнитной волны, создаёт возмущения этого поля, и парктроник сигнализирует об этом. Данный вид парктроников впервые представила компания Audi под маркой DP1.
В настоящее время электромагнитные парктроники нашли широкое применение в Америке и Европе. В России и СНГ предпочтением пользуются парктроники ультразвуковые.

## История
Первоначально парковочные радары устанавливались лишь на некоторые комплектации дорогих автомобилей. Теперь, когда компоненты системы стали более доступными, парковочные радары штатно устанавливаются различными производителями, в том числе и бюджетных машин.
В России завод АвтоВАЗ устанавливает штатно парковочный радар на автомобили Лада Приора, Лада Калина и Лада Гранта в комплектации Люкс.
Сегодня практически на любой автомобиль, на котором парковочный радар отсутствует штатно или в качестве дополнительной опции, его можно установить в специализированных мастерских. Автолюбители, имеющие некоторые навыки по ремонту и обслуживанию автомобилей, могут купить комплект для установки и самостоятельно установить подобную систему.

## Особенности использования
Хотя система призвана помогать автолюбителю, полностью полагаться на неё нельзя. Независимо от наличия системы, водитель обязан визуально проверять отсутствие каких-либо препятствий перед началом движения в любом направлении. Некоторые объекты не могут быть обнаружены парковочным радаром в силу физических принципов работы, а некоторые — могут вызвать ложные срабатывания системы.
Парковочный радар может выдавать ложные сигналы в следующих случаях:
- Наличие льда, снега или других загрязнений на датчике.
- Нахождение на дороге с неровной поверхностью, грунтовым покрытием, с уклоном.
- Движение по пересеченной местности.
- Наличие источников повышенного шума в пределах радиуса действия датчика.
- Работа в условиях сильного дождя или снегопада.
- Работа радиопередающих устройств в пределах радиуса действия датчика.
- Буксирование прицепа.
- Парковка в стеснённых условиях (эффект эха).

Система может не среагировать на следующие предметы:
- Острые или тонкие предметы (например, цепи, тросы, столбики).
- Предметы, поглощающие ультразвуковое излучение (одежда, пористые материалы, снег).
- Предметы высотой менее 1 метра[источник не указан 3041 день].
- Объекты, отражающие звук в сторону от датчиков.

Система не может обнаружить провалы в асфальте, открытые колодцы, разбросанные мелкие острые предметы и прочие опасные объекты, находящиеся вне поля зрения датчиков.
Некоторые системы также могут контролировать слепые зоны, что позволяет избежать столкновения с попутными машинами при перестроении. Принцип действия аналогичен системам типа Side Assist: при включении сигнала поворота и наличии препятствия в зоне видимости сонара включается предупредительный световой индикатор, как правило установленный в корпусе соответствующего зеркала заднего вида.